# Setmana de Cinema de Melilla
El Setmana de Cinema de Melilla és un certamen cinematogràfic anual iniciat el 6 de maig de 2008 a la ciutat de Melilla.
La primera edició el 2008 va ser impulsada per la Ciutat Autònoma de Melilla.

## Premis

### Premis oficials
Els premis oficials es concedeixen només a pel·lícules presentades en la Secció Oficial del festival. L'encarregat d'atorgar-los és el Jurat oficial del Festival, compost de destacades figures del món del cinema.
- José Sacristán
- Ciudad de Melilla